# Icchak Cukierman

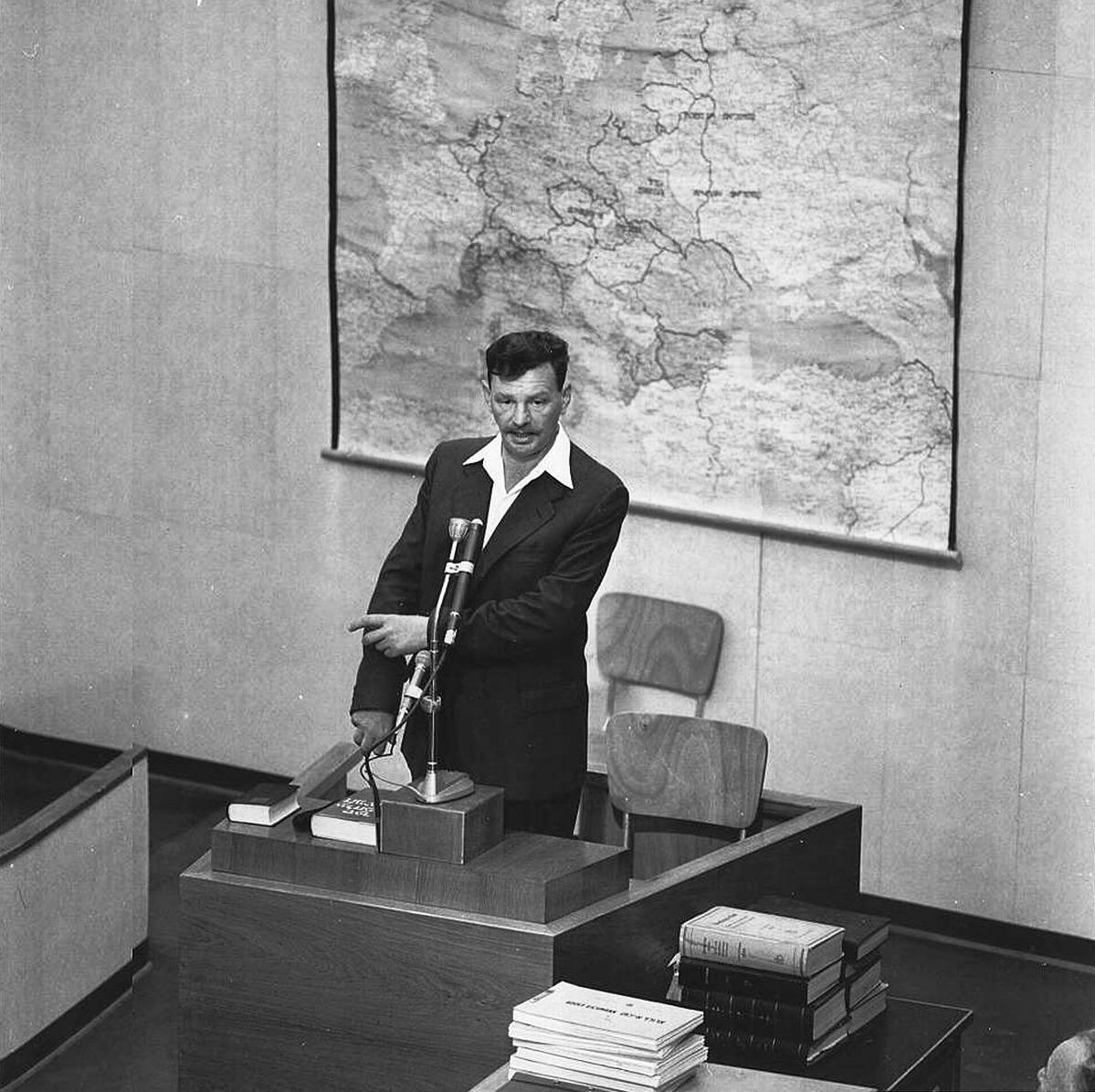
Cukiermann testificando por la acusación durante el juicio de Adolf Eichmann.

Icchak Cukierman de sobrenombre Antek (Vilna, Lituania, 1915 - Lohamey ha-Geta'ot, Israel, 1981) fue uno de los líderes del Levantamiento del Gueto de Varsovia durante la Segunda Guerra Mundial. Es conocido también como Yitzhak Zuckerman, adaptación al inglés de su nombre.

## Segunda Guerra Mundial
Nacido en Vilna en una familia judía. De joven se hace simpatizante del socialismo y del sionismo. Durante la invasión alemana y soviética de Polonia de 1939 se encuentra en el área de control del Ejército Rojo. Permanece inicialmente en la zona de ocupación soviética, donde tomó parte activa en la creación de varias organizaciones clandestinas socialistas judías. Al comienzo de 1940 se trasladó a Varsovia, donde se convirtió en uno de los líderes del movimiento de juventud de Dror Hechaluc, junto con su futura esposa Zivia Lubetkin. En 1941 fue uno de los comandantes  de la organización de la resistencia de la Organización Judía de Combate (Żydowska Organizacja Bojowa en polaco, ŻOB). Sirvió principalmente como enlace entre los comandantes del ŻOB y los comandantes las organizaciones polacas de la resistencia de la Armia Krajowa y de Armia Ludowa. El 22 de diciembre de 1942 atacó junto con otros dos cómplices un café en Cracovia que era utilizado por la SS y la Gestapo. Cukierman, aunque herido, logró escapar por los pelos. Sus dos camaradas, sin embargo, fueron localizados y muertos.
Durante 1943 trabajó en el sector “ario” de Varsovia para proveer de armas y munición al Levantamiento del Gueto de Varsovia cuando éste estalló. Aunque incapaz de entrar en el gueto y unirse sus camaradas, resultó ser un enlace fundamental entre las fuerzas de la resistencia de dentro del gueto y las del lado ario. Junto con Simcha “Kazik” Rotem, organizó la huida de los combatientes supervivientes del ŻOB a través de las alcantarillas. Durante el posterior Levantamiento de Varsovia de 1944, dirigió una pequeña tropa de 22 supervivientes de la sublevación del gueto con los que luchó contra los alemanes en las filas del Armia Ludowa.

## Vida de la posguerra
Después de la guerra formó parte de la red de Berihah, que llevaba refugiados judíos de Europa del este y central a Palestina de forma clandestina. En 1947 él mismo hizo ese viaje, asentándose en lo que pronto sería Israel. Allí, junto con su esposa Zivia, veteranos del gueto y otros partidarios anteriores fundaron el kibutz Lohamey ha-Geta'ot y el museo Casa de los Combatientes del Gueto que conmemora a los que lucharon contra los nazis. La casa tiene un centro de estudios que lleva su nombre y el de su esposa.
En 1961 compareció como testigo en el juicio contra el criminal de guerra nazi Adolf Eichmann en Israel. Cukierman murió en 1981, en el kibutz que había fundado.
Una grabación de una larga entrevista que dio en 1976 fue ampliada y convertida en el libro, Sheva ha-Shanim ha-Hen: 1939-1946 (en hebreo: Esos siete años), publicado en Israel en 1991. Más adelante se tradujo al inglés y se publicó como Un exceso de memoria: Crónica de Levantamiento del Gueto de Varsovia.
Su nieta fue la primera mujer piloto de combate de la fuerza aérea israelí.